# بلانتاجانت
أسرة بلانتاجينت (بالإنجليزية: Plantagenet)‏ هي أسرة ملكية نشأت من أرض أنجو في فرنسا. استخدم اسم بلانتاجينيت من قبل المؤرخين الحديثين لتحديد أربعة أسر ملكية مختلفة – الأسرة الأنجوية التي كانت أيضا تحمل لقب كونت أنجو، والقسم الرئيسي للأسرة بعد خسارة أنجو، وأسرتا لانكستر ويورك، وهما فرعان من بلانتاجينيت. ارتقت العائلة عرش إنجلترا من عام 1154 عندما صعد هنري الثاني العرش، حتى عام 1485 عندما توفي ريتشارد الثالث.
شهدت انكلترا عدة تحولات في ظل حكم بلانتاجينيت. وكثيرا ما اضطر ملوك بلانتاجينيت للتفاوض على تسويات مثل ماجنا كارتا. وقد حد ذلك من سلطة الملك مقابل الدعم المالي والعسكري. لم يعد الملك أقوى رجل في الأمة ويحمل الحق في الحكم والأتاوات الإقطاعية وشؤون الحرب. وأصبحت له واجبات محددة في هذا المجال يرتكز عليها نظام عدالة متطور. تشكلت لإنجلترا هوية وطنية متميزة من خلال الصراع مع الفرنسيين والاسكتلنديين والويلزيين والأيرلنديين، وأصبحت اللغة الإنجليزية هي اللغة الأساسية.
في القرن الخامس عشر، هزمت أسرة بلانتاجينيت في حرب المائة عام، وواجهت مشاكل اجتماعية وسياسية واقتصادية. فاندلعت ضدهم الثورات الشعبية، ونتج عنها إلغاء العديد من الحريات. جمع النبلاء الإنجليز جيوشهم الخاصة، وتخاصموا فيما بينهم وتحدوا الملك هنري السادس علنا.
تنافس اثنان من فروع أسرة بلانتاجينيت، وهما يورك ولانكستر فيما عرف باسم حرب الوردتين والتي استمرت لعقود من أجل الخلافة على العرش الإنجليزي، وبلغت ذروتها في معركة بوسوورث في عام 1485، عندما انتهى حكم بلانتاجينيت وانتهت معها العصور الوسطى في إنجلترا بوفاة الملك ريتشارد الثالث. أصبح هنري السابع، وهو من أصل لانكاستري، ملك انكلترا. وبعد ذلك بعامين، تزوج هنري من إليزابيث يورك، فانتهت بهذا حرب الوردتين، وبدأ حكم أسرة تيودور. عمل آل تيودور على تركيز السلطة الملكية الإنجليزية، ما سمح لهم بتجنب بعض المشاكل التي ابتلي بها حكام بلانتاجينيت السابقون. وسمح الاستقرار بقيام عصر النهضة الإنجليزية، وظهور بريطانيا الحديثة.

## الملوك
- هنري الثاني من إنكلترا	1154 – 1189: ابن ماتيلدا وجوفري بلإنتاجينيه , تزوج قبل حكمه إليانور دي أكيتان , وأعلن نفسه ملكا على بريتاني وأيرلندا عام1171 ويعتبر مؤسس الإمبراطورية الأنجيفية.
- ريتشارد الأول ملك إنجلترا (قلب الأسد)	1189 – 1199: أحد أشهر ملوك إنكلترا، شارك في الحملة الصليبية الثالثة.
- جون من إنجلترا 1199 – 1216: 	شقيق ريتشارد، وقع ماجنا كارتا لتخفيف سلطة الملوك. انتهت الإمبراطورية الأنجوية في عهده.
- هنري الثالث	1216 – 1272: 	حكم في التاسعة وكان ضعيفا وامتلأ عهده بالثورات.
- إدوارد الأول (طويل الساقين)	1272 – 1307:	احتل ويلز وحطم تمرد الاسكتلنديين بقيادة وليام والاس، طرد اليهود من إنكلترا.
- إدوارد الثاني من إنكلترا 	1307 – 1327: 	كان حكمه ضعيفا وأعلنت اسكتلندا الاستقلال بعد هزيمته في بانوكبرن عام 1314 فخلع ومات في السجن.
- إدوارد الثالث من إنكلترا 	1327 – 1377 :	بدأ حرب المائة عام وانتصر على الفرنسيين في سلويس وكريسي.

إدوارد، الأمير الأسود لم يحكم أحد أبطال حرب المائة عام وسحق الفرنسيين في بواتييه، مات سنة 1376.
- ريتشارد الثاني	1377 – 1399: 	خلف جده بعد موت أبيه إدوارد الأمير الأسود وهو في العاشرة، نشبت في عهده ثورة الفلاحين بقيادة وات تايلر 1381، خلع ومات في السجن.

بعد ريتشارد الثاني تفاقمت المشاكل في الأسرة بين أحفاد إدوارد الثالث أبناء جون دوق لانكاستر فيما يعرف بـأسرة لانكاستر من جهة وأبناء ليونيل وإدموند من جهة أخرى فيما يعرف بـأسرة يورك.

### أسرة لانكاستر
- هنري الرابع 	1399 – 1413	سجن ريتشارد الثاني وأخمد العديد من الثورات.
- هنري الخامس ملك إنجلترا 	1413 – 1422	هزم الفرنسيين في أجينكور ووقع معاهدة تروا لضمان عرش فرنسا.
- هنري السادس	1422 – 1461، 1470 – 1471 	حكم وهو رضيع، انهزم أمام شارل السابع ملك فرنسا في حرب السنوات المائة واندلعت في عهده حرب الوردتين.

### أسرة يورك
- إدوارد الرابع	1461 – 1470 و 1471 – 1483
- إدوارد الخامس 	1483	توج في عمر 12 سنة، خلعه عمه ريتشارد وسجنه فمات هناك.
- ريتشارد الثالث	1483 – 1485 	خلع ابن أخيه واتحد أعداؤه ضده خلف هنري تيودور فانهزم أمامه في معركة بوزوورث

حينما تزوجت الأميرة مارغريت بيوفورت من نسل جون دوق لانكاستر من سليل أسرة ويلزية نبيلة يدعى إدموند تيودور أنجبت هنري تيودور الذي أنهى حرب الوردتين ووحد إنكلترا تحت سلطانه وعرف بـهنري السابع متزوجاً منإليزابيث يورك أبنة إدوارد الرابع ودخلت إنكلترا معه في عهد جديد.
في الوقت الحالي لم يتبق من السلالة الملكية بلانتاجانت على خط الذكور سوى عائلة بيوفورت التي تنحدر من جون بيوفورت أحد أبناء جون دوق لانكستر ومنهم ديفيد سومرست دوق بيوفورت الحادي عشر الحالي الذي تسكن اسرته في قصر بادمنتون في مقاطعه جلوسترشير الجنوبية.